# علی‌محمد فخام بهزادی
علی‌محمد فخام بهزادی معروف به فخام‌الدوله (زادهٔ ۱۲۶۴ ه‍. خ) نوازندهٔ تار اواخر دوران قاجار بود.

## زندگی هنری
علی‌محمد فخام بهزادی (فخام‌الدوله) در سال ۱۲۶۴ متولد شد. پدرش «محمود سراج‌الدوله» به موسیقی علاقه داشت، به همین سبب فخام از کودکی به موسیقی و ساز گرایش و با دهان (زبان) صدا و مضرابهای تار را تقلید می‌کرد. پدرش به «یوسف‌خان» (پدر ابراهیم آژنگ) پنج تومان داد تا برای فخام یک ساز سه‌تار تهیه کند اما وی گفت: «تار بزنی بهتر است، سه‌تار هم خواهی زد.» علی‌محمد فخام ابتدا نزد یوسف‌خان صفایی نواختن تار را آغاز نمود. در ۱۵ سالگی به کلاس آقا حسینقلی راه یافت و تا پایان عمر آن هنرمند، از آموزش‌های وی بهره برد. از او به عنوان یکی از بهترین شاگردان آقا حسینقلی یاد می‌شود. علی‌محمد فخام مدتی نیز نزد میزا عبدالله به فراگیری ساز سه‌تار پرداخت. او در سال ۱۳۲۸ بازنشسته شد و چند فرزند خود را ازدست داد.
روح‌الله خالقی در کتاب سرگذشت موسیقی ایران دربارهٔ علی‌محمد فخام نوشته‌است: «نام‌برده با دایی نگارنده (اسدالله خالقی) دوست صمیمی بود و من مکرر او را دیده و سازش را شنیده‌ام. در تار مسلط بود و مضرابی قوی داشت ولی حالا کندتر شده‌است. از او پرسیدم بعد از استادت، ساز کدام نوازنده را بیشتر پسندیده‌ای؟ گفت تنها تار علینقی وزیری مرا مجذوب کرده‌است زیرا او استادیست در نواختن تار مسلط و سازش عجب آور است.»
علی‌محمد فخام از نوازندگان ارکستر انجمن اخوت نیز بود. از شاگردان او می‌توان به نورعلی برومند اشاره نمود.

## روایت ردیف آقا حسینقلی
در دوران کهولت سن، با تلاش محمد ایرانی مجرد ردیف آقا حسینقلی توسط فخام‌الدوله بهزادی نواخته و ضبط شد. ردیف فخام‌الدوله بهزادی برداشت و ترکیبی از ردیف آقا حسینقلی و ردیف میرزا عبدالله فراهانی است.
این ردیف در سال‌های دههٔ ۱۳۶۰ توسط مهدی کمالیان جمع‌آوری شد و در اختیار خانوادهٔ فخام‌الدوله بود. این ردیف در سال ۱۳۸۳ در سه آلبوم موسیقی توسط مؤسسهٔ آوای باربد منتشر شد. در سال ۱۳۸۴ نیز بخش‌هایی از این ردیف با عنوان «بخش‌هایی از ردیف آقا حسینقلی به روایت و اجرای فخام‌الدوله بهزادی»، توسط مؤسسه فرهنگی هنری ماهور منتشر شد.